# Campo de refugiados

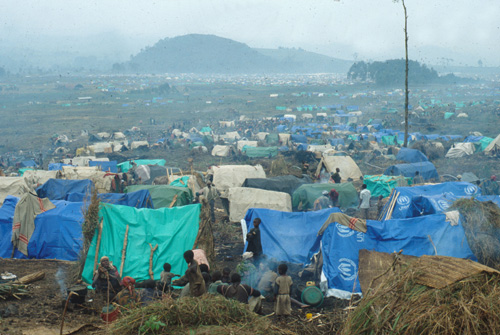
Campo de refugiados criado após o genocídio do Ruanda. Localizado a leste da República Democrática do Congo.

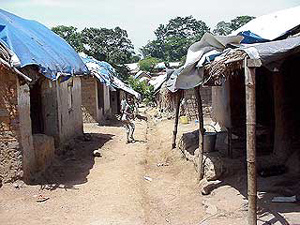
Campo de refugiados na Guiné para os refugiados de Serra Leoa.

Campo de refugiados é o local construído provisoriamente por governos, organizações internacionais ou organizações não-governamentais (ONGs), como a Médicos Sem Fronteiras, para receber refugiados.
Os campos têm a intenção de serem temporários, providenciando o básico necessário para a sobrevivência. São montados com barracas, providenciando locais para dormir, para a higiene pessoal, suprimentos médicos, comunicação, e em alguns casos, alimentação.
No entanto, com o aprofundamento da situação que forçou o deslocamento populacional, seja por uma guerra civil ou outro motivo, poderá fazer com que a manutenção do campo de refugiados por um longo período de tempo se transforme em uma crise humanitária de difícil resolução.